# ルーカス・ヘイ
ルーカス・ボエル・ヘイ（Lucas Boel Hey, 2003年4月13日 - ）は、デンマーク・首都地域ドラウエア出身のサッカー選手。ベルギー・ファースト・ディビジョンA・RSCアンデルレヒト所属。ポジションはDF。

## クラブ経歴
2019年にリンビーBKのユースチームに入団。2021年にトップチームに昇格し、5月24日のヴェイレBK戦の後半43分に起用され、プロデビュー。2022年1月には2024年までの契約に合意。2022-23シーズンより出場機会が増え、リーグ戦24試合に起用された。
2023年8月7日、FCノアシェランと2027年までの4年契約を締結。2024年9月21日のヴィボーFF戦では、後半41分にプロ初ゴールを決めた。
2025年1月21日、RSCアンデルレヒトと2029年までの4年半の契約を締結した。

## 代表経歴
2021年より、各ユース世代のデンマーク代表に随時招集されている。